# Ashley Humbert
Ashley Humbert (* 19. Februar 1982 in Wagga Wagga) ist ein australischer Radrennfahrer.
Ashley Humbert gewann 2004 die dritte Etappe beim Grand Prix Tell. Ende der Saison fuhr er für das französische Radsportteam fdjeux.com als Stagiaire. 2006 gewann er das Eintagesrennen Parma-La Spezia und eine Etappe beim Giro Ciclistico d’Italia. Von Oktober 2008 bis Ende 2009 fuhr Humbert für das australische Continental Team Drapac Porsche.

## Erfolge
2004
- eine Etappe Grand Prix Tell

2006
- eine Etappe Giro Ciclistico d’Italia

## Teams
- 2004 fdjeux.com (Stagiaire)

- 2008 Drapac Porsche (ab 01.10.)